# Catapotia pilifer
Catapotia pilifer là một loài bọ cánh cứng trong họ Endomychidae. Loài này được Mader miêu tả khoa học năm 1936.